# René Thomas
René Thomas, francoski dirkač, * 7. marec 1886, Francija, † 23. september 1975, Francija.
René Thomas se je rodil 7. marca 1886. V svoji dirkaški karieri je štirikrat sodeloval na sloviti ameriški dirki Indianapolis 500. V svojem prvem nastopu leta 1914 jo na dirki zmagal s petnajstega štartnega mesta v dirkalniku Delage. Po prvi svetovni vojni je nastopil še v letih 1919, ko je z najboljšega štartnega položaja zasedel enajsto mesto, 1920, ko je bil drugi in 1921, ko je zasedel deseto mesto. 6. julija 1923 je postavil kopenski hitrostni rekord z dirkalnikom Delage, s katerim je dosegel povprečno hitrost 230,64 km/h. Rekord je držal le šest dni, kajti 12. julija ga je Britanec Ernest A. D. Eldridge izboljšal s hitrostjo 234,79 km/h. Umrl je leta 1975 v visoki starosti.